# شاهين مسطفاييف
شاهين عبد الله أغلو مسطفاييف (بالأذرية: Şahin Mustafayev) هو لرئيس الوزراء لجمهورية أذربيجان (2019 - حتي الآن)، وزير الاقتصاد الأذربيجاني (2008-2019)، رئيس مجلس التعريفة، اتحاد تنس الطاولة بأذربيجان.

## حياته
ولد شاهين مسطفاييف 13 يونيو 1965 بقرية جوجوان لممنطقة نويمبريان جمهورية أرمينيا الاشتراكية السوفيتية.
تخرج من فرع باكو لمعهد المالية والاقتصاد باسم فوزنيسكيعلى في 1989. عمل شاهين مسطفاييف محاسبا في إدارة البناء الرئيسي في باكو بين 1990-1991.
في الفترة 1992-1999، كان مفتش ضرائب الدولة، كبير مفتّشي ضرائب الولاية في والإدارة العامة الرئيسية للتفتيش على الضرائب.
بين 2000-2003 عمل نائب الرئيس ورئيسا لقسم التحليل الاقتصادي والمحاسبة بوزارة الضرائب بجمهورية أذربيجان، بين 2003-2005 محاسبا رئيسا في سوكار - شركة النفط الحكومية لجمهورية أذربيجان، من 2005 إلي 2006 نائب الرئيس على القضايا الاقتصادية لسوكار شركة النفط الحكومية لجمهورية أذربيجان و2006-2008 نائب الرئيس وزير الضرائب بجمهورية أذربيجان.
من 2008 إلي 2013 عمل في المناسب وزير التنمية الاقتصادية لجمهورية أذريبجان ووزير الاقتصاد والصناعية لجمهورية أذريبجان بين 2013-2016.
تم تعيين شاهين مسطفاييف بموجب القرار لرئيس جمهورية أذربيجان في 15 ينايرعام 2016.
وفي 23 أكتوبر لعام 2019 تم تعيينه نائب لرئيس الوزراء لجمهورية أذربيجان بموجب القرار لرئيس جمهورية أذربيجان.